# Aiguafreda
Aiguafreda è un comune spagnolo di 2 155 abitanti situato nella comunità autonoma della Catalogna.